# Oleh Romanysjyn
Oleh Michailovitsj Romanysjyn (Oekraïens: Олег Михайлович Романишин) (Lviv, 10 januari 1952), is een Oekraïense schaker. In 1976 werd hij FIDE grootmeester. Hij heeft in zijn schaakcarrière met zijn aanvallend spel veel successen geboekt. Spellingsvarianten vanuit het Russisch van zijn naam zijn Oleg Romanisjin en Oleg Romanishin.
In 1973 won hij het Europees schaakkampioenschap voor junioren. Romanysjyn heeft een tiental keren meegespeeld in de toernooien om het kampioenschap van de Sovjet-Unie en in 1975 bereikte hij de tweede plaats, samen met Boris Gulko, Michail Tal en Rafael Vaganian. Tigran Petrosjan eindigde als eerste.
In 1976 won hij te Hastings en in 1996 werd Romanysjyn tiende in het Internationale Schaaktoernooi in Biel. Anatoli Karpov werd hier eerste. In 1991 eindigde Romanysjyn op de vierde plaats in Reggio Emilia en in het jaar 2000 op de derde plaats.
Op het Essent open 2004 dat in Hoogeveen gespeeld werd, eindigde Romanysjyn met 6½ uit 9 op een gedeelde derde plaats. Mikhail Gurevich en Pengxiang Zang bezetten met 7 uit 9 de eerste en de tweede plaats.

## Openingsvarianten
Romanysjyn heeft ook een aantal openingsvarianten geanalyseerd, de meest bekende is het Romanysjyngambiet in de Engelse opening:
1. c4 e6
2. Pf3 Pf6
3. g3 a6
4. Lg2 b5
Verder de Romanyshynvariant in de Schotse opening:
1. e4 e5
2. Pf3 Pc6
3. d4 ed
4. Pd4 Lc5
5. Pb3 Lb4
en de Romanyshynvariant in de Ponzianiopening:
1. e4 e5
2. Pf3 Pc6
3. c3 Le7

## Partij tegen Viktor Koeprejtsjik
In 1971 speelde Romanysjyn een partij tegen Viktor Koeprejtsjik om het kampioenschap van de USSR:
1. e4 c5
2. Pf3 g6
3. d4 cxd
4. Dxd4 Pf6
5. e5 Pc6
6. Da4 Pd5
7. De4 Pdb4
8. Lb5 Da5
9. Pc3 d5
10. De2 Lg4
11. 0-0 0-0-0
12. a3 Lxf3
13. Dxf3 Pxe5
14. Dh3+ e6
15. axb Dxa1
16. Lf4 Dxb2
17. Lxe5 Tg8
18. Dxh7 (1-0, zie diagram)